# Primário (tinta)

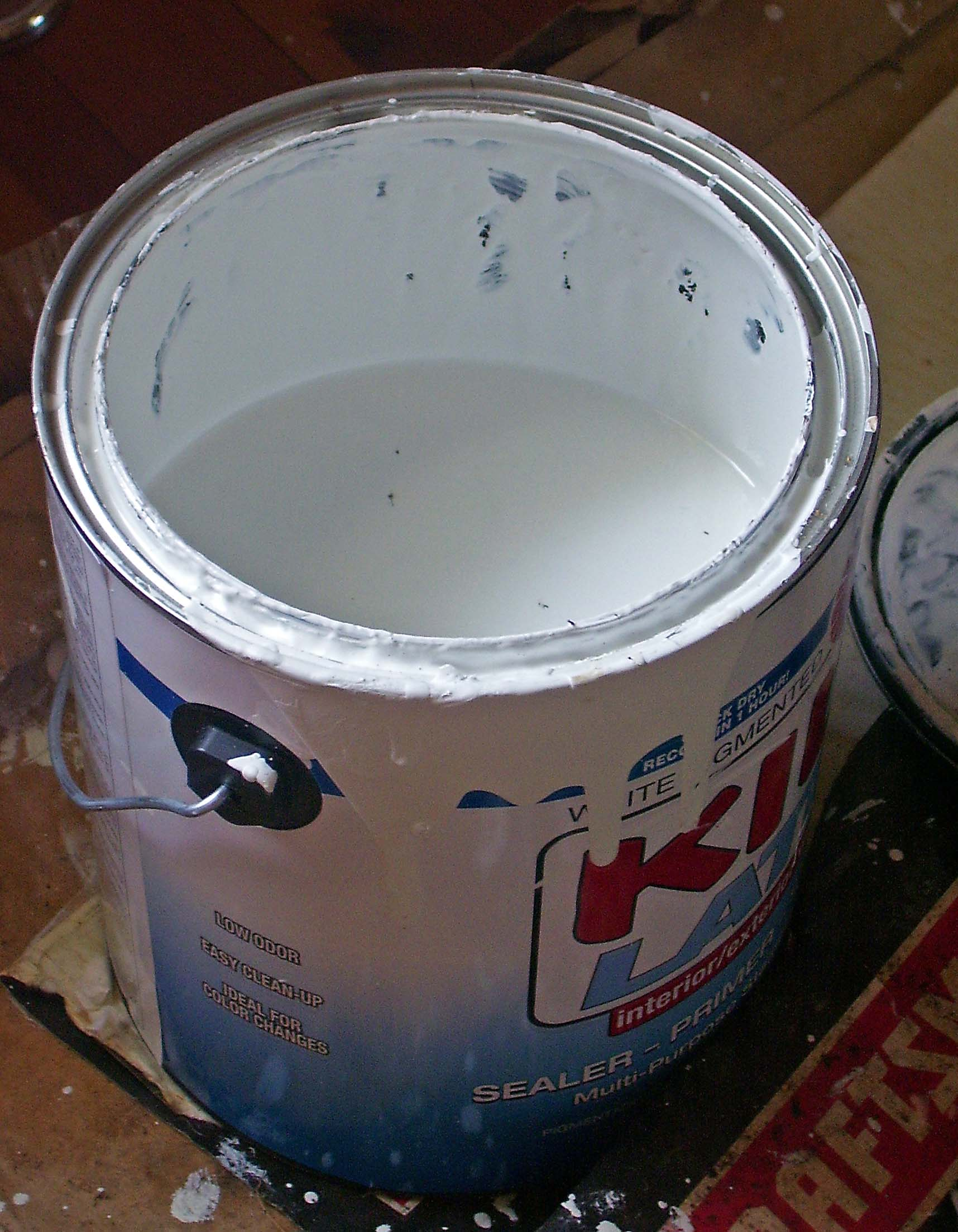
Uma lata de primer

Um Primário (português europeu) ou Primer (português brasileiro), também conhecido como fundo  é uma tinta especial para preparação de superfícies. É universal em todos os esquemas de pintura onde é considerada um dos seus mais importantes constituintes.
Um primário é uma tinta que permite à camada de acabamento aderir melhor que quando fosse a única usada. Para este fim, o primer é desenhado para aderir a superfícies e formar uma camada de ligação que está melhor preparada para receber tinta. Como o primer não tem que ser tinta de acabamento de alta duração, eles podem ser desenvolvidos de modo a poder maximizar propriedades de enchimento, aderência e protecção anti-corrosiva (no caso de metais) com o substrato. Isto pode ser alcançado através da química ou através do controlo das propriedades físicas do primário como porosidade e higroscopia.

## Objetivos
Os principais objectivos de uma tinta de primário são os seguintes:
- Aderência ao substrato: É na camada de primário que as camadas posteriores vão ser aplicadas, por isso estas devem estar fortemente aderidas e esta ao substrato para que o esquema cumpra com o que dele se espera. O primário é uma tinta de alta aderência. Existem primários específicos para cada material, como metais, plásticos, madeira, entre outros. Para a sua aplicação é necessário que a peça a ser aplicada o primário também esteja limpa e em condições de pintura.
- Coesão – Elevada resistência interna: A protecção anti-corrosiva de um esquema de pintura encontra-se incluída no primário. Ela pode ser conferida por possuir pigmentos inibidores da corrosão, como o fosfato de zinco (o mesmo utilizado no processo de fosfatização) ou por pigmentos que conferem protecção catódica do aço, como o Etil Silicato de Zinco. Se a tinta primária não contém quaisquer destes pigmentos, então terá que possuir um efeito barreira muito grande, que impeça a entrada de humidade.
- Inércia – Forte resistência à corrosão e produtos químicos;
- Aderência - Necessàrio à camada posteriores de tinta;
- Distensão – Flexibilidade adequada ao substrato onde foi aplicado;

## Utilização
Em substratos porosos, tais como a madeira, gesso  ou o betão (português europeu) ou concreto (português brasileiro) o primário possui também a função de selar a superfície, de modo a evitar a posterior libertação de ar contido nos poros que que ocasionará bolhas no revestimento final e para também permitir gastar menos tinta de acabamento (mais cara). Estão neste caso os primários usados em betão, madeira, gesso.
Em superfícies metálicas, a principal função do primário é conferir protecção anti-corrosiva ao substrato metálico. Por outro lado, os primários para superfícies metálicas possuem diversas formulações. Uns destinam-se a ser aplicados sobre superfícies decapadas (português europeu) ou jateadas (português brasileiro), outros permitem ser aplicados sobre menos preparadas, como no caso da manutenção de superfícies já pintadas.
Em superfícies plásticas, a função do primário é permitir a aderência da camada posterior de tinta, que de outra forma não aderiam à superfície polida do plástico e a de conferir uma tonalidade de coloração neutra, a qual permitirá aplicar na peça qualquer cor. Contudo existem soluções que são aplicadas antes do primer denominado "solução seladora para plástico" que garantem a aderência do plástico no primer.

## Primer para metais
Na preparação automotiva, o primer é um dos principais componentes de uma pintura. Em linha de produção, antes da aplicação do primer, as chapas de aço são tratadas com cargas positivas de íon e fosfatização, o que mantém a uniformidade da chapa e cria um ambiente perfeito para a recepção e aderência do primer, evitando novo processo de lixamento ou planificação. Em repinturas, o primer exerce a função de niveladora junto com a massa plásticas ou poliéster. Geralmente, o primer vem depois da massa rápida é o chamado "fundo", com ele é possível proteger melhor o trabalho antes de aplicar a tinta e ajuda a fixá-la melhor, também auxilia a revelar possíveis defeitos na massa rápida como marcas de lixa. Por conter acetato de butila, acetato de etila, dióxido de titânio,xileno, resina alquídica e monômero de estireno, é um produto extremamente prejudicial a saúde, tendo seu manuseio sujeito a diversas normas técnicas, além do uso obrigatório de equipamento de proteção individual

## Primer para plástico
No caso de pintura em materiais plásticos, a preparação com primer automotivo atua em conjunto com uma seladora para plástico, tanto para poliéster, SMC ou substratos com base de náilon. O papel do primer é preencher qualquer pequena imperfeição que pode estar presente devido ao processo de moldagem ou do próprio plástico. Também atua para fornecer uma camada condutiva para facilitar a aplicação eletrostática das camadas de acabamento aplicadas posteriormente. O primer também protege o substrato dos raios UV do sol, potencialmente danosos. Frequentemente, os primers são formulados para serem coloridos de forma a permitir a aplicação em diversas gamas de cores. Atua em conjunto com uma camada de tinta denominada Batida de pedra de espessura mínima para minimizar os efeito causados por batidas de pedras.